# Seda (Lotyšsko)
Seda ( výslovnost) je město v Lotyšsku nacházející se na území kraje Strenči. V roce 2010 zde žilo 1 547 obyvatel.